# Boeven op de kermis
Boeven op de kermis is een verhaal uit de stripreeks Robbedoes en Kwabbernoot getekend en geschreven in 1958 door André Franquin. Jidéhem hielp bij het tekenen van de decors. Het verhaal telt 21 pagina's en verscheen voor het eerst in Spirou (nummers 1034 tot en met 1045, 6 februari tot 24 april 1958). Het werd later opgenomen in album 12, Het nest van de Marsupilami's. Het verscheen in 2012 als zelfstandig album.

## Albumversie
De albumversie uit 2012 is gelijkaardig van opzet als het eerder dat jaar uitgebrachte Bravo Brothers. Het album bevat naast de strip een dossier over het verhaal, een beknopte biografie en bibliografie van André Franquin en Jidéhem en enkele minder bekende illustraties. De strip zelf is voor dit album, net als voor Bravo Brothers opnieuw ingekleurd door Frédéric Jannin volgens de instructies die Franquin zelf had gegeven en onder toezicht van Isabelle Franquin, Andrés dochter. Jannin was een tijdlang collega van Franquin bij Spirou en tekende Geharrewar tussen Pieter Pook en Molleke, een stripreeks met scenario's van Franquin. Jannin kleurde voor Boeven op de kermis en Bravo Brothers al Franquins reeks Guust opnieuw in. Een herinkleuring drong zich op omdat de oude techniek die Dupuis gebruikte niet optimaal was en de kwaliteit nog verslapte bij het kopiëren. Franquin beklaagde zich vaak over de kleurenkwaliteit van zijn werk.
Behalve de kleuren is ook de bladschikking anders dan bij de versie in Het nest van de Marsupilami's. In het aparte album is de schikking van het weekblad Spirou aangehouden. Destijds verschenen in Spirou wekelijks twee platen van het verhaal. De eerste plaat bestond uit drie stroken, de tweede uit vier. Dat de eerste plaat slechts drie stroken telde, komt doordat de strip van de titelheld toen altijd op de voorpagina stond. Boven de drie stroken stond dan de hoofding van het blad; een gewoonte die dateert uit een tijd voor er sprake was van albumuitgaves. Toen het verhaal in een album samen met Het nest van de Marsupilami's werd opgenomen, werd de strip verknipt zodat elke pagina vier stroken zou tellen. Het gevolg hiervan was dat de cliffhanger die onderaan een plaat stond plots hoger stond. Dit tot ontevredenheid van de auteur.
Een ander verschil met Het nest van de Marsupilami's is dat het aparte album ook het originele einde bevat dat werd weggelaten in Het nest van de Marsupilami's. Hoewel in dat laatste album plaats was voor de twee laatste stroken, werd toch geopteerd om een titelstrook en een plaat waarin Guust wordt vrijgelaten uit de gevangenis op te nemen in plaats van het echte einde. Mogelijk lag het einde, een afrekening, moeilijk voor uitgever Charles Dupuis.
Het dossier in het album werd geschreven door José-Louis Bocquet, eerder coauteur van het boek Franquin - Chronologie d'une Œuvre, en Serge Honorez. Beide auteurs maakten eveneens het dossier van Bravo Brothers. Het dossier bestaat uit de strip in zwart-wit, meer bepaald de originele en dus Franstalige platen, met op de pagina ernaast een begeleidend stuk tekst.
De omslag van het album is een adaptatie van de omslag van Spirou 66, een verzamelbundel van losse nummers van het blad, uit 1958.

## Achtergrond
Boeven op de kermis is een kort verhaal dat verscheen tussen het korte verhaal Een rustige vacantie en het lange verhaal De gevangene van Boeddha. De korte verhalen van Robbedoes en Kwabbernoot werden gemaakt om de tijd tussen twee lange verhalen te overbruggen. Charles Dupuis stond er op dat de titelheld van zijn tijdschrift elke week in het blad stond. De korte verhaaltjes waren in die zin bedoeld als een rustpauze voor Franquin, maar in de praktijk was er nagenoeg evenveel werk aan.
Het verhaal gaat over de kidnapping van een baby van om en bij de één jaar oud. Franquin kon thuis over geschikt model voor de baby beschikken: zijn dochter Isabelle. Hij kon ook putten uit persoonlijke ervaringen voor de scènes waarin bokser Bert de baby te eten geeft: kort na Isabelles geboorte kreeg Franquins vrouw de waterpokken en moest hij zo'n twee maanden alleen voor de baby zorgen.
De geboorte van zijn dochter noopte Franquin om zijn werkplek voortaan los te koppelen van zijn woonplek en richtte in 1958 een studio op. Jidéhem werd er al snel een van de medewerkers, die ook zijn stempel drukte op het verhaal Boeven op de kermis. Hij maakte onder meer wat schetsen en tekeningen. Franquin bleef de personages tekenen. Jidéhem hield zich ook bezig met de decors, wat te zien is aan de zwarte silhouetten van huizen in de ramen en de diverse details. Franquin hield er kalere stijl op na, maar liet Jidéhem doen. Hij voegde achteraf af en toe nog een grap in de decors toe.
De decors in de eerste twee platen zijn geïnspireerd op het toenmalige Brussel: een stad waar - onder andere door Expo 58 - volkswijken plaats ruimen voor vernieuwende, stedelijke projecten. De decors op de platen in het middenstuk zijn eerder een combinatie van Brussel en de bouwstijl van Parijs, de stijl van Georges-Eugène Haussmann. Deze verandering kwam er op vraag van de toenmalige hoofdredacteur van Robbedoes, Yvan Delporte. Hij wou het blad meer richten op de Franse markt en stuurde er een fotograaf op uit om Jidéhem van documentatie te voorzien. Franquin was niet overtuigd van de noodzaak van de stijlverandering en maakte Jidéhem duidelijk dat hij er niet langer op moest zweten.
Parijs en Brussel waren ook niet de enige referentiepunten: de agenten waren op hun beurt dan weer typisch Amerikaans.
Het thema van de kermis is niet uniek voor Franquin. Het komt ook voor in De roof van de Marsupilami, Super Quick (album Het masker der stilte), De miniatuurtjes (album Robbedoes en de bobbelmannen) en in de reeks Guust. Voor Boeven op de kermis ging hij zich documenteren (en volgens zijn vriend Delporte ook amuseren) op diverse kermissen, maar vooral de Zuidfoor in Brussel. Het boksen is eveneens een terugkerend thema bij Franquin: in de albums Robbedoes, bokser en Er is een tovenaar in Rommelgem en eveneens in Guust kwam boksen aan bod. Judo is dan weer een sport die sinds het midden van de 20ste eeuw aan een opmars in Europa bezig was.
Franquin vond het verhaal later niet erg geslaagd. In de eerste plaats omdat het verhaal is ingekort voor de albumversie van Het nest van de Marsupilami's. Het einde waarin personage Sotokiki zijn tegenstander uitschakelt, is weggelaten in die versie. Franquin was ook niet zo tevreden over de ambiguïteit van Sotokiki: hij was bedacht als een goed personage, maar Franquin maakte er toch een slechterik van.
De naam van het personage Sotokiki is volgens Franquin zelf afkomstig van "kiki", een Frans woord voor "nek", dat echter op zich niet Japans genoeg klonk.

## Verhaal
Een Japanner met een roos in de hand wordt door twee mannen aangevallen op straat. Door judo toe te passen op zijn belagers, kan de Japanner zijn tocht voortzetten. De Japanner gaat naar het huis van Robbedoes en Kwabbernoot, waar hij de twee helden een demonstratie geeft van zijn judokunsten door hen aan te vallen. Hij is echter niet opgewassen tegen de Marsupilami.
Eenmaal verslagen doet de Japanner zijn verhaal: hij heet Sotokiki en is lijfwacht van oliemagnaat John P. Nut, die in Europa op bezoek is. Nut vreest dat tijdens zijn bezoek een oude kennis en misdadiger, Lucky Caspiano, wraak wil nemen. Sotokiki wil Robbedoes en Kwabbernoot judo leren zodat hij kan helpen om zijn baas te beschermen. Daarom gaf hij hen een demonstratie van de verdedigingssport, zodat ze het nut zouden inzien.
Na een tijd zitten de lessen erop. Sotokiki geeft nog een radio-apparaatje waar de helden naar moeten luisteren op vaste tijdstippen. Als Sotokiki hen nodig heeft, zal hij het hen dan laten weten. Dat blijkt nuttig: op een dag zit Sotokiki in een wagen die met opzet wordt aangereden door een andere auto. Sotokiki kan Robbedoes nog net oproepen en hem duidelijk maken dat de baby van P. Nut is ontvoerd en dat hij naar de bokstent op een kermis moet. Robbedoes gaat terstond kijken. In de bokstent komt hij Guust Flater tegen, wat een van de boksers niet is ontgaan.
Robbedoes gaat tijdens de show van de boksers een kijkje nemen bij hun woonwagen. Hij glipt er binnen terwijl een van de boksers, Bert, eten maakt voor het kind. Hij verstopt zich en is getuige van een ruzie tussen Bert en een andere bokser. Bert blijkt erg begaan te zijn met het kind. Wanneer de andere bokser de wagen verlaat, waagt Robbedoes zijn kans om Bert te overtuigen de baby terug te geven aan zijn ouders. Bert stemt toe en geeft Robbedoes de baby mee en doet alsof hij zelf is aangevallen door Robbedoes. De andere bokser ziet Robbedoes vertrekken en de andere boksers en de bendeleider zetten de achtervolging in. Robbedoes kan dankzij Spip ontsnappen, maar een bokser herinnert zich Guust en gaat naar hem op zoek. Die is zich van geen kwaad bewust en probeert de bende naar Robbedoes te leiden.
Robbedoes belt intussen de politie. Het kind blijkt niet van P. Nut te zijn, maar van een zekere Honey-Suckle. Robbedoes beseft dat Sotokiki hem en Kwabbernoot wou betrekken in een misdaad: zij zouden het kind van Caspiano afnemen en Sotokiki zou daarna zelf het losgeld opstrijken.
Ondertussen is Guust nog steeds bezig met de bende van Caspiano de weg naar Robbedoes' huis te wijzen, maar hij blijkt die vergeten te zijn. De politie kan de bende inrekenen en, samen met Guust, opsluiten.
Robbedoes, Kwabbernoot en Spip worden beloond. Guust mag uiteindelijk de gevangenis verlaten en kan daarbij rekenen op kwade blikken van enkele toevallige passanten.

### Langer einde
Het verhaal zoals het in weekblad Spirou verscheen, heeft nog twee extra stroken: Lucky Caspiano was zelf niet aanwezig bij zijn bende en loopt nog vrij rond. Hij stapt in zijn auto. Wanneer hij de sleutel in het contact draait, ontploft de wagen. Sotokiki kijkt tevreden toe, maar ook de politie is ter plaatse. Zo loopt het ook voor Sotokiki slecht af.

## Culturele verwijzingen
- De meubels in het huis van Robbedoes en Kwabbernoot zijn geïnspireerd op Franquins eigen meubilair.
- Op een tafeltje is een nummer van Life te zien, een tijdschrift waarop Franquin geabonneerd was en waar hij documentatie uit putte.
- In de originele, Franse versie is een pak kindermeel te zien van het merk Phosphatine, een merk dat Franquin kende uit zijn eigen huishouden. Het bedrijf schonk hem hierop een pak van zijn producten.